# Þorfinnr Karlsefni

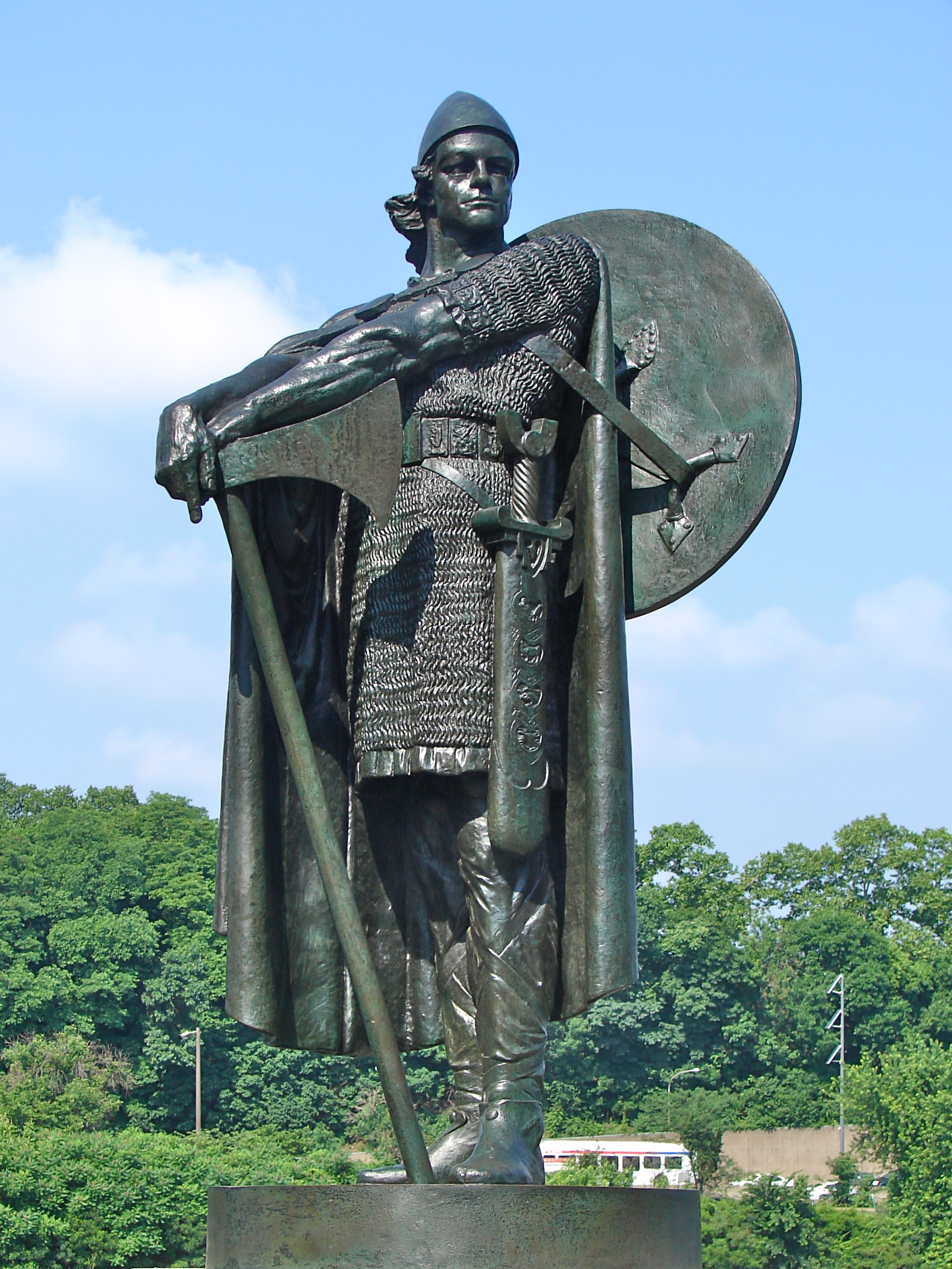
Estátua de Thorfinn Karlsefni, por Einar Jónsson na Filadélfia.

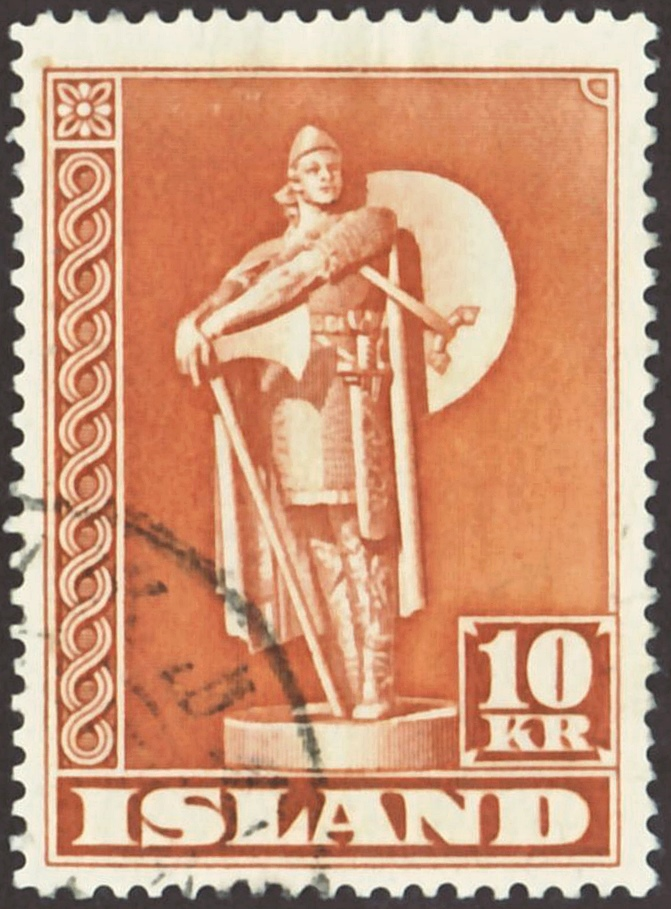
Selo islandês de 1945 em homenagem ao explorador

Þorfinnr Karlsefni (n. 970) (nórdico antigo: Þorfinnr "Karlsefni" Þórðarson, língua islandesa: Þorfinnur Karlsefni, língua latina: Thorfinn Karlsefni) foi um explorador islandês que por volta de 1010 d.C., liderou uma tentativa de assentamento na Vinlândia com três barcos e 160 povoadores, entre eles Freydís Eiríksdóttir, que segundo a saga Grœnlendinga e Eiríks saga rauða, era irmão ou meio-irmão de Leif Eriksson. A esposa de Thorfinn Guðríðr Þorbjarnardóttir deu à luz um filho na Vinlândia, conhecido como Snorri Thorfinnsson, o primeiro menino com ascendência europeia nascido no Novo Mundo e de quem muitos islandeses podem rastrear as suas raízes. A localização exata do dito assentamento é desconhecida, no entanto existe uma forte probabilidade de ter sido o conhecido sítio arqueológico L'Anse aux Meadows, na Terra Nova.

## Biografia
O sobrenome Karlsefni significa literalmente «possibilidades de um homem» segundo o prefácio de Magnus Magnusson e Hermann Pálsson, no entanto, o dicionario Cleasby-Vigfusson traduz o nome como «homem cabal», que se pode interpretar como «homem de verdade» e «homem de lei».
Era filho de Þórður hesthöfði Snorrason (apelidado cabeça de cavalo) e Þórunn Þorfinnsdóttir, neto de Snorri Þórðarson (n. 917) e bisneto do colonizador Þórður mjögsiglandi Björnsson. Segundo Landnámabók era descendente direto de Bjorn Ragnarsson, filho de Ragnar Lodbrok.[carece de fontes?]
Com Guðríðr teve mais dois filhos varonis, Þorbjörn Þorfinnsson (n. 1010), e Björn Þorfinnsson (n. 1024).
Em princípios do século XX, Einar Jónsson, um escultor islandês, dedicou uma estátua a Thorfinn Karlsefni que se expôs na Filadélfia, Pensilvânia. Existe uma outra versão da estátua em Reykjavík, Islândia.[carece de fontes?]